# Sarkanā Zvaigzne

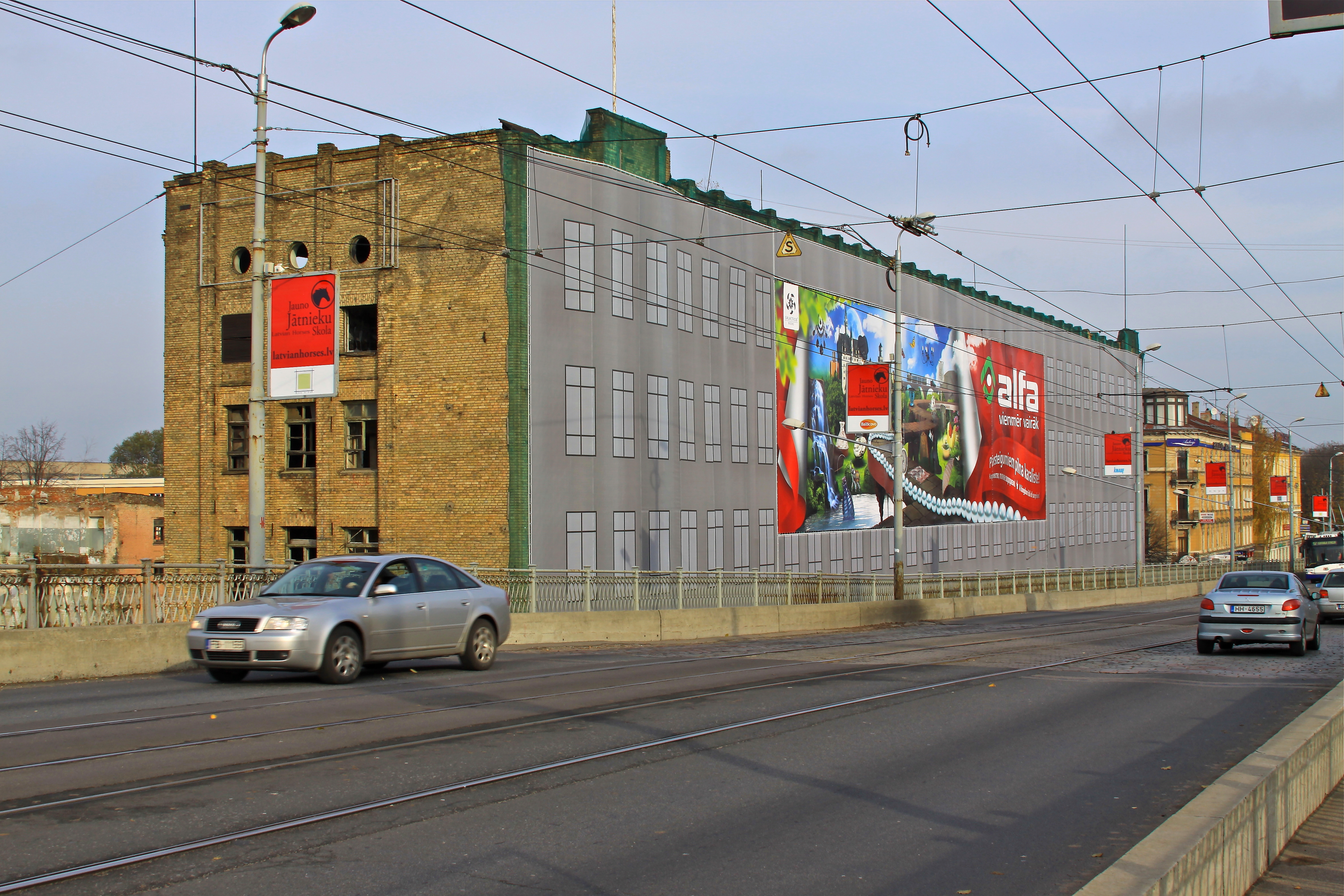
Voormalige fabriek in Riga

Sarkanā Zvaigzne (= Rode Ster) is een historisch merk van motorfietsen. De fabriek stond in de Letse hoofdstad Riga en bouwde vanaf 1958 Rīga-bromfietsen en lichte motorfietsen.
Hier werd ook het merk Spiriditis geproduceerd. Dit waren motorfietsen met 123cc- en 246cc-tweetaktmotoren.